# 4740 Veniamina
4740 Veniamina (1985 UV4) là một tiểu hành tinh vành đai chính được phát hiện ngày 22 tháng 10 năm 1985 bởi L. V. Zhuravleva ở Nauchnyj.